# تعاریف مصداقی و معنایی
تعریف مصداقی (به انگلیسی: Extensional definition) و تعریف معنایی (به انگلیسی: Intensional definition) دو روش اصلی برای تعریف اشیا یا مفاهیم هستند. مفاهیم یا الفاظ به توصیف معنای آن‌ها با توسل به مصادیق شان می‌پردازد.